# Vườn bách thảo Canario Viera y Clavijo

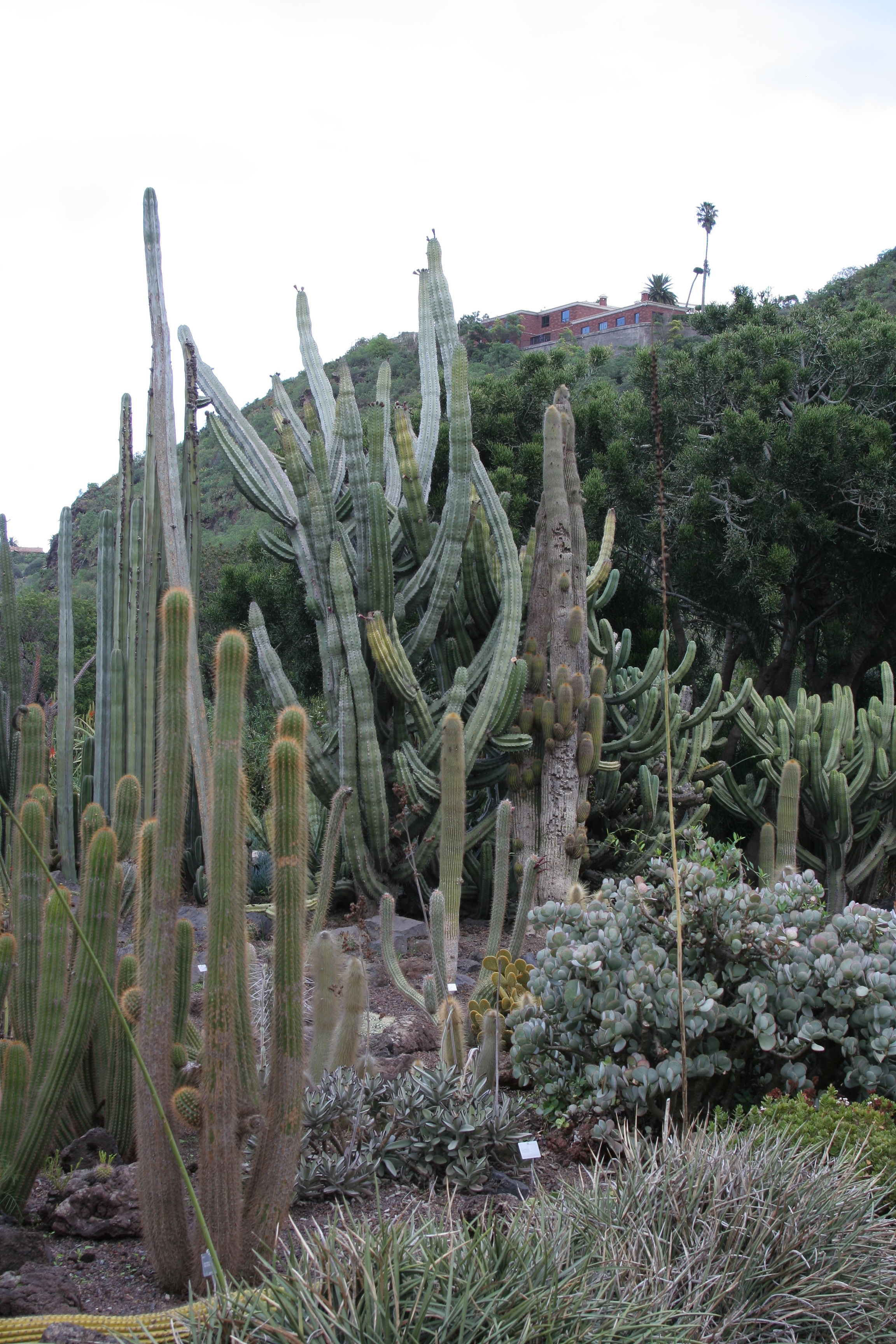
Vườn xương rồng và thực vật mọng nước

Jardín Botánico Canario Viera y Clavijo là nguyên tên Vườn bách thảo trên đảo Gran Canaria. Trong đó „Jardín Botánico Canario" có nghĩa „Vườn bách thảo của người Canaria", còn „Viera y Clavijo" là để vinh danh học giả José Viera y Clavijo. Vườn này nằm ở đông bắc đảo Gran Canaria ở Tafira Alta, cách thủ phủ Las Palmas de Gran Canaria 7 km về phía tây nam.

## Hình ảnh

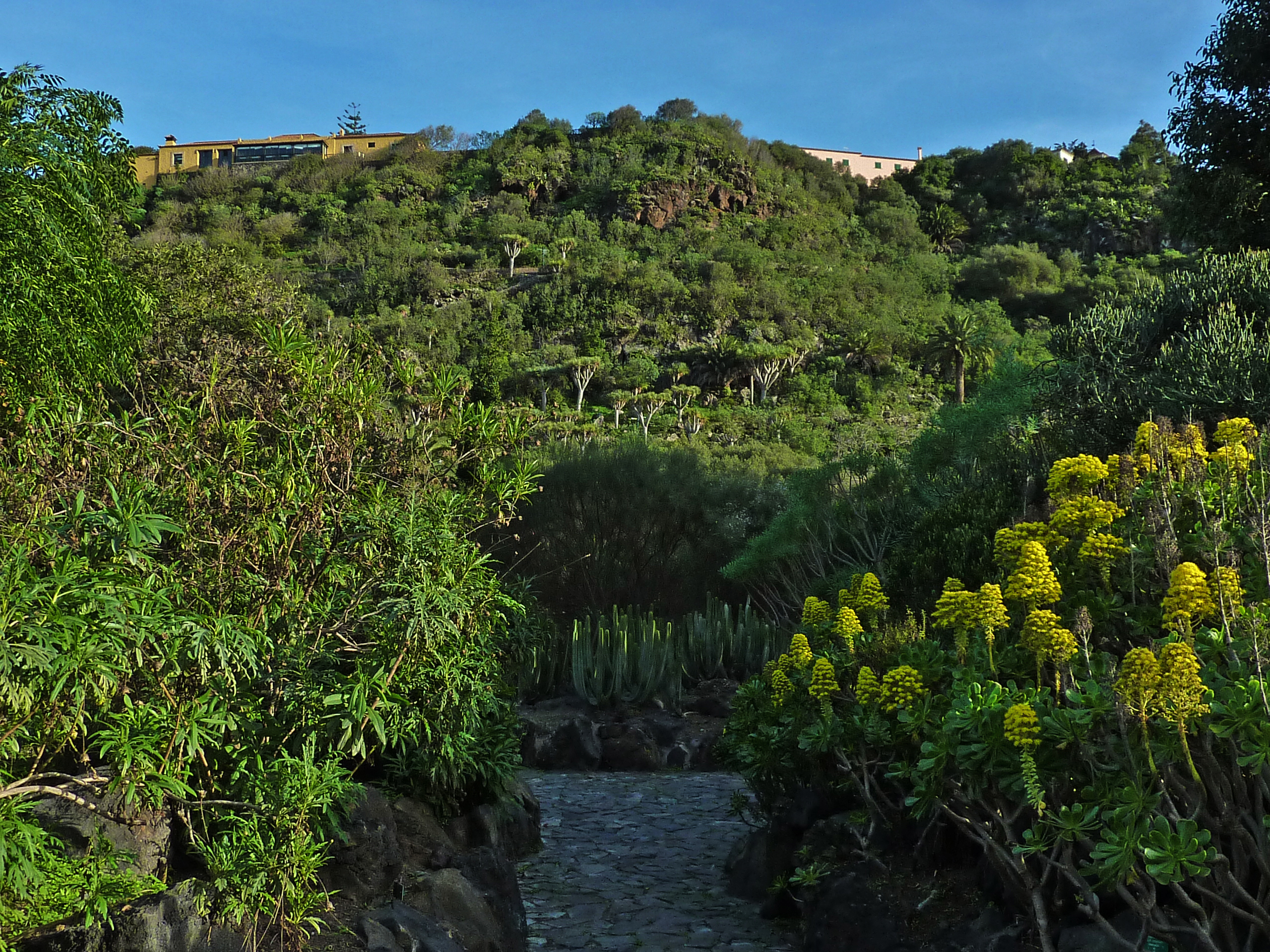
Vườn
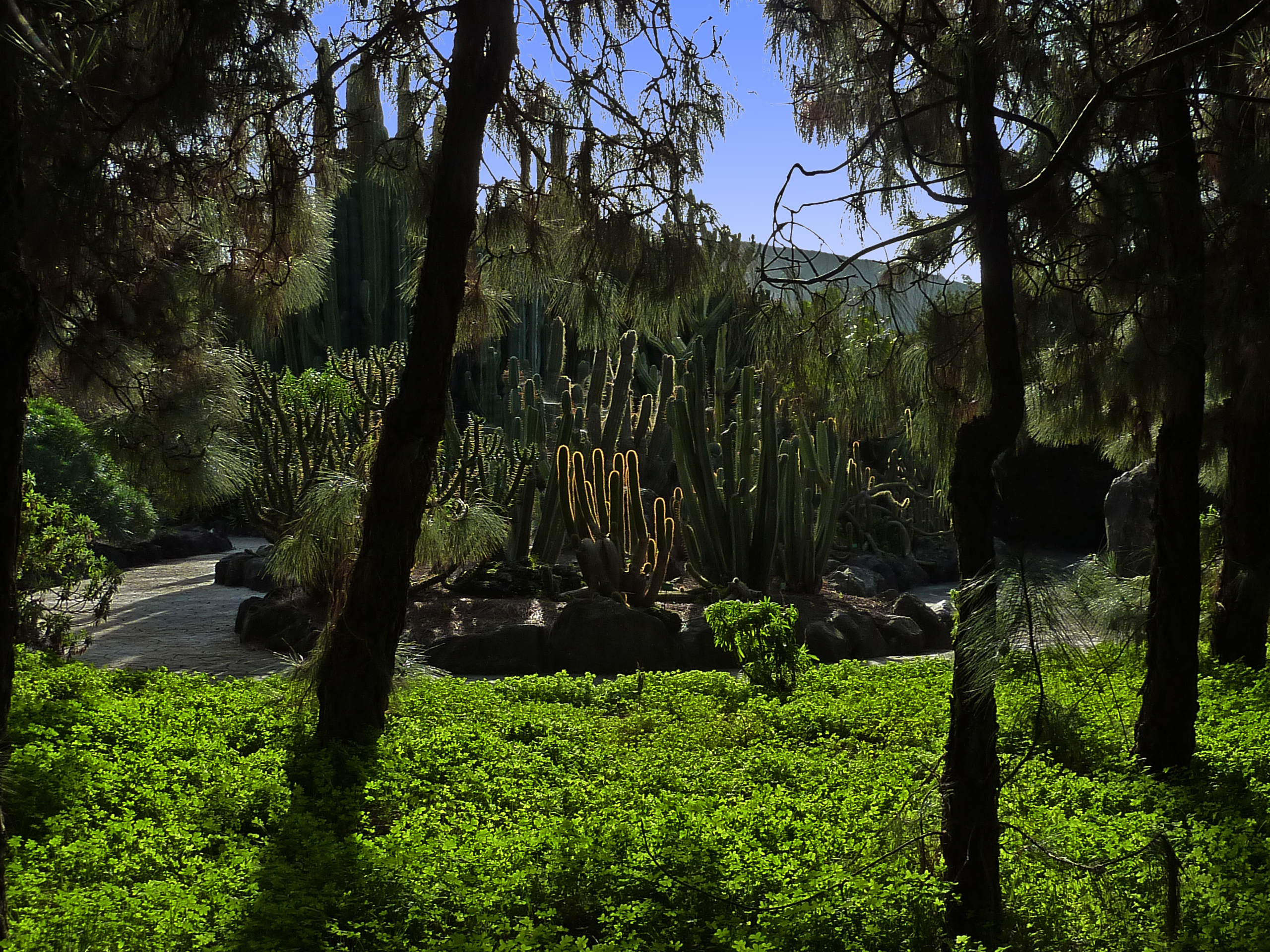
Cây xương rồng và đại kích nhìn từ rừng thông
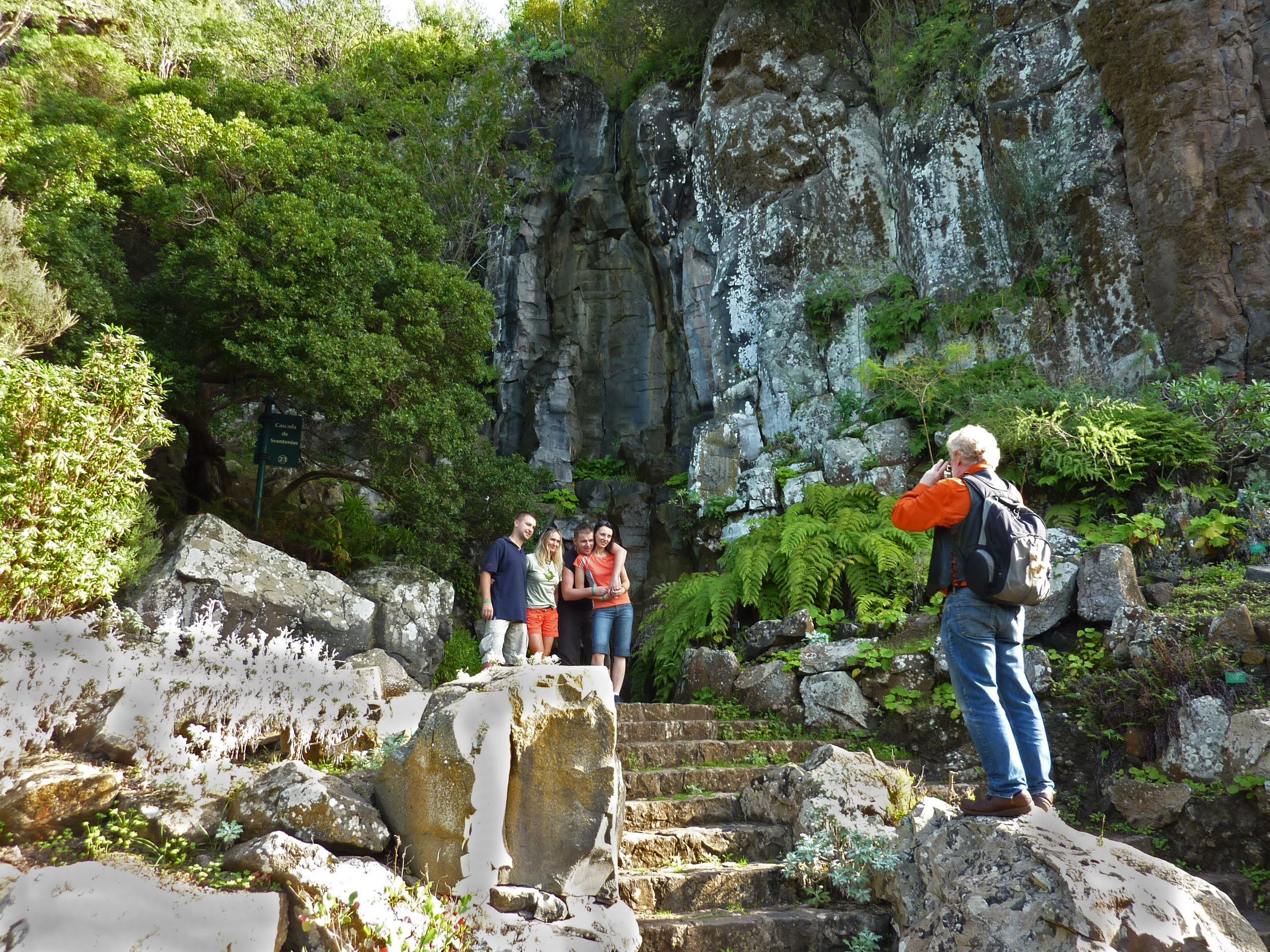
Thác nước